# ФК Интер Турку
ФК Интер Турку је фински фудбалски клуб из града Турку, на југозападу државе. Клуб је основан 1990. године и тренутно наступа у Првој лиги, највишој категорији финског фудбала. Заједно са фудбалским клубом ТПС-ом, из истог града, наступа на Веритаис стадиону капацитета 9.372 седећих места.

## Историја
Клуб је основао Стефан Хаканс, председник компаније за спашавање бродова и поморства, 1990. године пошто његов једанаестогодишњи син није могао бити део ниједне омладинске екипе из Туркуа.
Интер Турку је постојао као омладиснка секција све до 1992. године када је основан и сениорски тим и ушао у трећој категорији финске лиге. Клуб је први пут наступао у најјачој категорији финског фудбала, у  Првој лиги, 1996. године. Највећи успех у лиги је освајање шампионске титуле 2008. године. 
Поред једног шампионског наслова, клуб има и два освојена купа као и један трофеј у лига купу.

## Трофеји
- Прва лига Финске
  - Победник (1):2008
- Куп Финске
  - Победник (2):2009, 2017/18
- Лига куп Финске
  - Победник (1):2008

## ФК Интер Турку у европским такмичењима
| Сезона   | Такмичење         | Коло        | Клуб             | Дом. | Гост | Укупно |
| -------- | ----------------- | ----------- | ---------------- | ---- | ---- | ------ |
| 2005.    | Интертото куп     | 1. коло     | Акранес          | 0:0  | 4:0  | 4:0    |
| 2005.    | Интертото куп     | 2. коло     | Вараждин         | 2:2  | 3:4  | 5:6    |
| 2009/10. | Лига шампиона     | 2. коло кв. | Шериф            | 0:1  | 0:1  | 0:2    |
| 2010/11. | Лига Европе       | 3. коло кв. | Генк             | 1:5  | 2:3  | 3:8    |
| 2012/13. | Лига Европе       | 2. коло кв. | Твенте           | 0:5  | 1:1  | 1:6    |
| 2013/14. | Лига Европе       | 1. коло кв. | Викингур         | 0:1  | 1:1  | 1:2    |
| 2019/20. | Лига Европе       | 1. коло кв. | Брондби          | 2:0  | 1:4  | 3:4    |
| 2020/21. | Лига Европе       | 1. коло кв. | Хонвед           | Н/Д  | 1:2  | 1:2    |
| 2020/21. | Лига конференције | 1. коло кв. | Пушкаш академија | 1:1  | 0:2  | 1:3    |
| 2022/23. | Лига конференције | 1. коло кв. | Дрита            | 1:0  | 0:3  | 1:3    |